# Theodor Meyer
Pour les articles homonymes, voir Theodor Meyer (homme politique) et Meyer.
Theodor Meyer (1er mars 1882 - 8 mars 1972) est un mathématicien et physicien allemand qui s'est illustré dans le domaine de la mécanique des fluides.

## Biographie
Theodor Meyer est un élève de Ludwig Prandtl à l'Université de Göttingen. Il accompagne les expériences de mécanique des fluides supersonique de son mentor par des considérations théoriques qui conduiront à la théorie connue sous le nom de détente de Prandtl-Meyer, exposée dans sa thèse soutenue en 1908. Durant la même période, ces études porteront également sur toutes les singularités de l'aérodynamique supersonique, en particulier les chocs obliques, ainsi que sur l'écoulement dans les tuyères supersoniques,. Durant ses études il a pour professeurs de grands noms comme Hilbert, Caratheodory, Klein, Runge ou Voigt.
Durant la première Guerre mondiale il est sous l'autorité de Fritz Haber dans une unité de gaz de combat. À la fin de la guerre il revient au laboratoire AerodynamischeVersuchsanstalt dirigé par Prandtl pour la construction d'une soufflerie supersonique. Le traité de Versailles obligera à abandonner ces travaux.
À partir de 1919, il fera une carrière d'enseignant au gymnasium Werner von Siemens à Berlin, probablement jusqu'à sa fermeture par le Troisième Reich en 1935.
En 1920, il intègre la firme AEG dans la division de conception de turbines à gaz à Berlin. Il n'existe pas de trace des travaux qu'il y a effectué.
Au cours de la Seconde Guerre mondiale, il perd sa femme et sa maison est détruite par les bombardements alliés. Il rejoint sa ville natale de Bad Bevensen puis le gymnasium de Lünebourg où il enseigne les mathématiques et la physique.